# ADK Alma-Ata
El ADK Alma-Ata (en ruso: Футбольный клуб «АДК» Алма-Ата) es un equipo de fútbol de Kazajistán que juega en la Liga Aficionada de Kazajistán, quinta división de fútbol en el país.

## Historia
Fue fundado en el año 1962 en la desaparecida capital Alma-Ata y debutan ese mismo año en la Liga Soviética de Kazajistán. Al año siguiente participaron en la Segunda Liga Soviética por primera vez, pero descendieron al terminar en octavo lugar.
En 1964 gana el título nacional por segunda ocasión, consiguiendo el bicampeonato al año siguiente junto a su primer título de copa.
Desde mediados de los años 1970 el club se convirtió en un club aficionado que solo juega en esa categoría incluso después de la disolución de la Unión Soviética en 1991. El club también cuenta con una sección de voleibol femenil que incluso ha participado en torneos internacionales.

## Palmarés

### Era Soviética
- Liga Soviética de Kazajistán: 3

1962, 1964, 1965
- Copa Soviética de Kazajistán: 1

1965

## Jugadores

### Jugadores destacados
- Vladimir Sergeevich